# ولید الحجام
ولید الحجام (عربی: وليد الحجام؛ زادهٔ ۱۹ فوریهٔ ۱۹۹۱) بازیکن فوتبال اهل فرانسه است.
از باشگاه‌هایی که در آن بازی کرده‌است می‌توان به باشگاه فوتبال آمیان و باشگاه فوتبال لو مان اشاره کرد.
وی همچنین در تیم ملی فوتبال مراکش بازی کرده‌است.